# Valromey
Valromey – rejon geograficzno-historyczny i dolina we Francji, w departamencie Ain, w górach Jura. Od 1343 do 1601 należała do Sabaudii. W 1601, na mocy traktatu z Lyonu powróciła do Francji. Właściciel Valroney Honoré d’Urfé stał się wówczas lennikiem króla Francji, otrzymując tytuł markiza Valromey i Bâgé.
Obecnie na terenie Valromey znajduje się kilkanaście gmin z główną miejscowością Champagne-en-Valromey.